# Franz Hoffmann (Bauunternehmer)

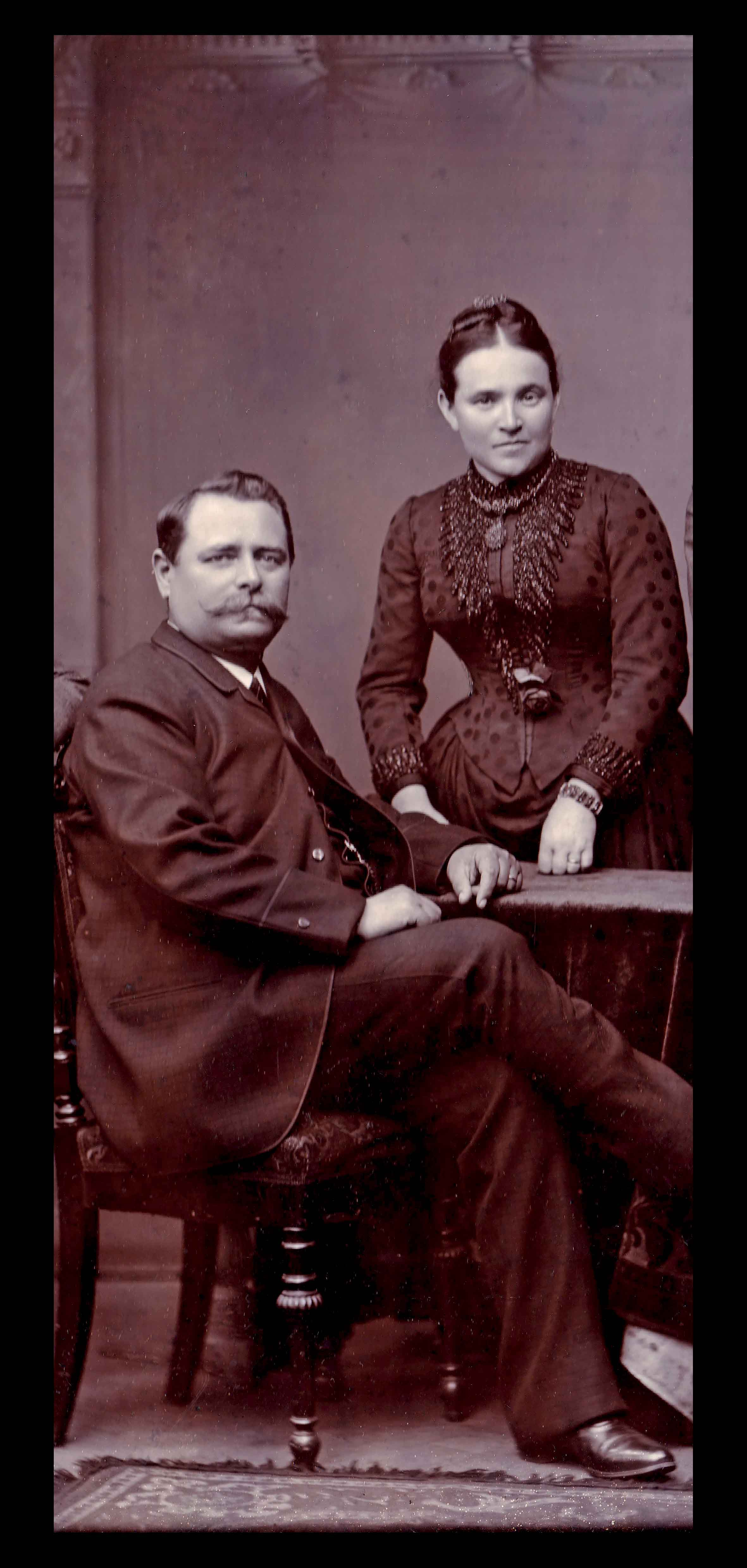
Franz und Lisette Hoffmann

Franz Xaver Hoffmann (* 29. Mai 1844 in Mannheim; † 16. Januar 1920 in Ludwigshafen am Rhein) war ein deutscher Bauunternehmer.

## Leben

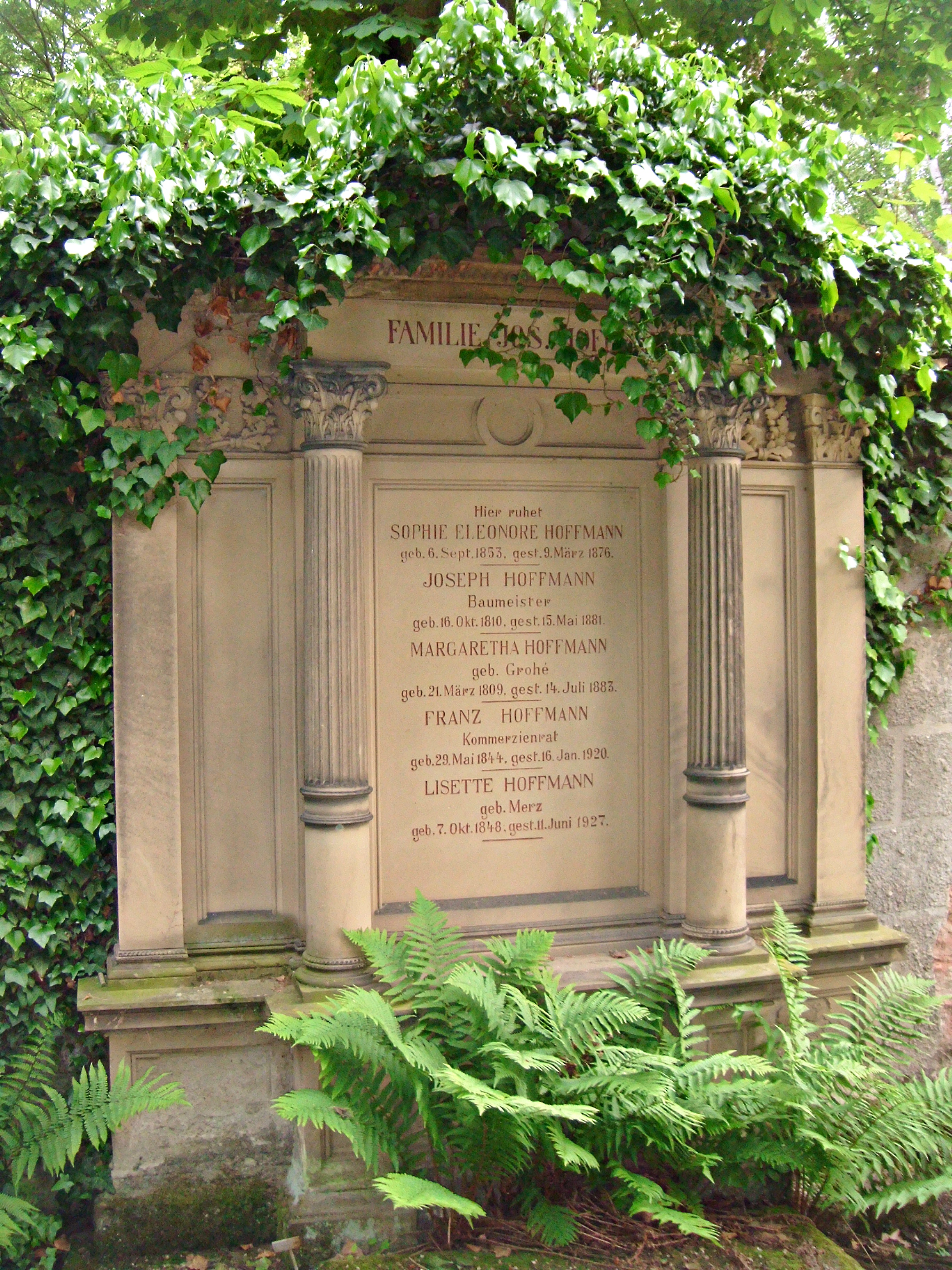
Grabmal auf dem Hauptfriedhof Ludwigshafen am Rhein

Hoffmann war ein Sohn des Ludwigshafener Baumeisters und Bürgermeisters Joseph Hoffmann und Bruder des Baumeisters und Bürgermeisters Wendelin Hoffmann. Er besuchte die Gewerbeschule in Mannheim und nach Absolvierung einer Maurer- und Steinhauerlehre 1863/1864 die Baugewerkschule Holzminden. 1866 wurde er Bauführer bei den Badischen Staatseisenbahnen. Im Jahr 1870 trat er als Teilhaber und Direktor in die väterliche Firma Joseph Hoffmann & Söhne in Ludwigshafen ein, die unter seiner Leitung 1913 in eine Gesellschaft mit beschränkter Haftung umgewandelt wurde und zu den größten Arbeitgebern der Stadt aufstieg. Er war Direktor der Gesellschaftshaus Ludwigshafen AG und ab 1900 Mitglied des Aufsichtsrats der Aktienbrauerei Ludwigshafen. Von 1885 bis zu seinem Tod war er Vorstandsmitglied der Bayerischen Baugewerksberufsgenossenschaft. Durch den bayerischen König wurde er zum Kommerzienrat ernannt.
Hoffmann zeigte in vielfältiger Weise bürgerschaftliches Engagement. In frühen Jahren gründete er den Verein der Haus- und Grundbesitzer; von 1895 bis 1899 gehörte er dem Ludwigshafener Stadtrat an. Er war Mitglied des Fabrikrates der katholischen Pfarrgemeinde St. Ludwig in Ludwigshafen, 1868 bis 1872 Hauptmann der Freiwilligen Feuerwehr sowie Gründer, 1889 bis 1901 Führer und später Ehrenführer der Freiwilligen Sanitätskolonne.